# Pidonia takechii
Pidonia takechii är en skalbaggsart som beskrevs av Mikio Kuboki 1986. Pidonia takechii ingår i släktet Pidonia och familjen långhorningar. Inga underarter finns listade i Catalogue of Life.